# Đối tác chiến lược, đối tác toàn diện (Việt Nam)
Đối tác chiến lược, đối tác toàn diện là cụm từ chỉ quan hệ ngoại giao giữa hai nước với nhau. Quan hệ từ đối tác song phương, đối tác khu vực tới đối tác toàn diện, đối tác chiến lược. Cho tới năm 2013, mặc dù đã có tới 10 mối quan hệ đối tác chiến lược được thành lập trong vòng hơn 10 năm trước đó, nhưng các nhà hoạch định chính sách đối ngoại Việt Nam vẫn chưa đưa ra được một định nghĩa rõ ràng cho khái niệm này, đặc biệt là nội hàm của nó. Trong bài phỏng vấn của Báo điện tử Chính phủ năm 2015, ông Trần Việt Thái, Phó Viện trưởng Viện Nghiên cứu chiến lược, Học viện Ngoại giao đã thống kê: Việt Nam có 5 đối tác chiến lược toàn diện, 15 đối tác chiến lược (tính cả bốn đối tác chiến lược toàn diện) và 12 đối tác toàn diện. Theo thạc sĩ Lê Hồng Hiệp, một mối quan hệ nên được coi là "chiến lược" đối với Việt Nam chỉ khi nó có ý nghĩa đặc biệt quan trọng đối với an ninh, thịnh vượng, và vị thế quốc tế của Việt Nam. Trong ba khía cạnh này, hai khía cạnh an ninh và thịnh vượng phải là hai khía cạnh cốt yếu, còn khía cạnh cuối cùng chỉ mang ý nghĩa thứ yếu .
Tính tới năm 2025, hiện Việt Nam có: 13 nước ở mức quan hệ Đối tác Chiến lược Toàn diện, 23 nước là Đối tác Chiến lược (kể cả 13 nước đối tác chiến lược toàn diện), và 15 nước là Đối tác Toàn diện. Trong đó 10/12 nước cùng là thành viên CPTPP (không tính Việt Nam) với 5 nước là Đối tác chiến lược toàn diện, 1 nước là Đối tác chiến lược và 3 nước là Đối tác toàn diện; 2 nước còn lại chưa có quan hệ đối tác cao là Peru và Mexico. Với các nước khối ASEAN, hiện Việt Nam đã thiết lập quan hệ ngoại giao cao cấp với toàn bộ 9/9 nước thành viên (không tính Việt Nam) với 4 nước Đối tác chiến lược toàn diện, 1 nước Đối tác chiến lược và 2 nước Đối tác toàn diện; 2 nước còn lại là Campuchia và Lào là Quan hệ đặc biệt. Với các nước trong nhóm G20, hiện Việt Nam đã thiết lập quan hệ ngoại giao cao cấp với 16/20 thành viên với 9 thành viên Đối tác chiến lược toàn diện, 4 thành viên Đối tác chiến lược và 3 thành viên Đối tác toàn diện; 4 thành viên còn lại chưa có quan hệ đối tác cao là Mexico, Ả Rập Xê Út, Thổ Nhĩ Kỳ và Liên minh Châu Âu. Với khối BRICS, Việt Nam đã thiết lập quan hệ cấp cao với 5/5 thành viên ban đầu (trong đó có 3 Đối tác chiến lược toàn diện) và 3/5 các thành viên mở rộng; 2 thành viên còn lại là Ethiopia và Iran.
Có 2 trường hợp đặc biệt trong quá trình thiết lập các đối tác của Việt Nam là Trung Quốc và Hoa Kỳ. Trung Quốc là quốc gia Việt Nam thiết lập quan hệ Đối tác Chiến lược Toàn diện đầu tiên (năm 2008) và không thông qua bước trung gian nào. Trong khi đó, Việt Nam và Hoa Kỳ nâng thẳng mức quan hệ từ Đối tác Toàn diện (năm 2013) lên mức cao nhất là Đối tác Chiến lược Toàn diện (năm 2023), mà bỏ qua mức Đối tác Chiến lược.

## Đối tác chiến lược toàn diện
Đối tác chiến lược toàn diện hay còn gọi là đối tác hợp tác chiến lược toàn diện, tức là hai hay nhiều bên xác định gắn bó lợi ích lâu dài, hỗ trợ lẫn nhau và thúc đẩy sự hợp tác sâu rộng và toàn diện trên tất cả các lĩnh vực mà các bên cùng có lợi. Đồng thời hai bên còn xây dựng sự tin cậy lẫn nhau ở cấp chiến lược.
Tới năm 2025 đã có 13 nước có quan hệ đối tác chiến lược toàn diện với Việt Nam là: Trung Quốc (2008); Nga (2012); Ấn Độ (2016); Hàn Quốc (2022); Hoa Kỳ (09/2023); Nhật Bản (11/2023); Úc (03/2024); Pháp (10/2024); Malaysia (11/2024); New Zealand (02/2025); Indonesia (10/03/2025); Singapore (12/03/2025); và Thái Lan (16/05/2025). 
Danh sách dưới đây được liệt kê theo năm nâng cấp mối quan hệ:

### Cộng hòa Nhân dân Trung Hoa

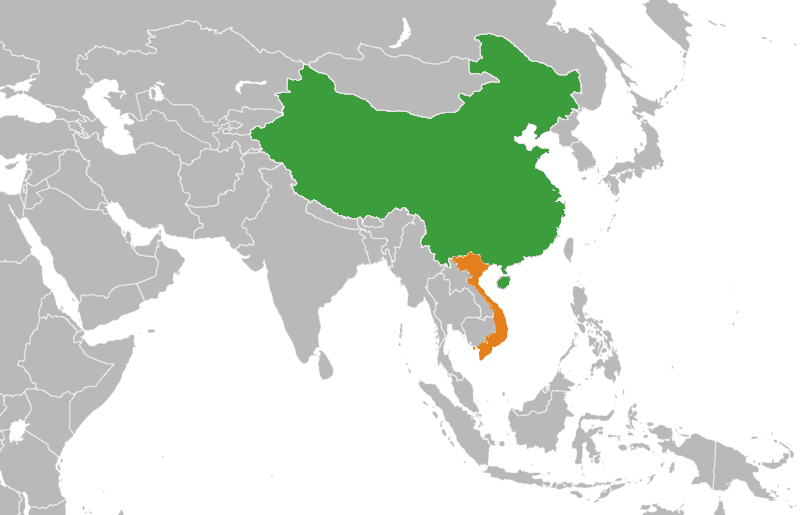
Vị trí của Việt Nam (cam) và Trung Quốc (lục)

Trong chuyến thăm chính thức Trung Quốc tháng 5 năm 2008 của Tổng Bí thư Nông Đức Mạnh, lãnh đạo cấp cao hai nước đã nhất trí xây dựng "Quan hệ đối tác hợp tác chiến lược toàn diện" trong thế kỷ 21 trên cơ sở phương châm 16 chữ vàng "Láng giềng hữu nghị, hợp tác toàn diện, ổn định lâu dài, hướng tới tương lai" và tinh thần 4 tốt "Láng giềng tốt, bạn bè tốt, đồng chí tốt, đối tác tốt".
Nhân chuyến thăm cấp nhà nước của Tổng Bí Thư, Chủ tịch Tập Cận Bình tới Hà Nội từ ngày 12-13/12/2023, hai bên đã ký Tuyên bố chung về việc "tiếp tục làm sâu sắc và nâng tầm hơn nữa quan hệ Đối tác hợp tác chiến lược toàn diện, xây dựng Cộng đồng chia sẻ tương lai Việt Nam – Trung Quốc có ý nghĩa chiến lược".

### Liên bang Nga

Vị trí của Việt Nam (cam) và Liên bang Nga (lục)

Ngày 1 tháng 3 năm 2001, trong chuyến thăm chính thức Việt Nam của Tổng thống Nga Vladimir Putin – chuyến thăm chính thức Việt Nam đầu tiên của người đứng đầu nhà nước Nga kể từ khi Nga được thành lập năm 1991, 2 bên ký Tuyên bố chung về quan hệ đối tác chiến lược. Đây được coi là nền tảng sự hợp tác của Việt Nam và Nga trong thế kỷ 21. Nga cũng trở thành nước đầu tiên thiết lập quan hệ đối tác chiến lược với Việt Nam.
Ngày 20 tháng 11 năm 2006, trong chuyến thăm Việt Nam lần thứ 2 của Tổng thống Nga Putin, 2 bên ra tuyên bố về "quan hệ đối tác chiến lược và sự hợp tác toàn diện giữa 2 nước".
Ngày 27 tháng 7 năm 2012, trong chuyến đi thăm Nga của Chủ tịch nước Trương Tấn Sang, 2 bên ra Tuyên bố chung về tăng cường quan hệ Việt - Nga ghi nhận 2 nước "quan hệ đối tác chiến lược toàn diện".

### Cộng hòa Ấn Độ

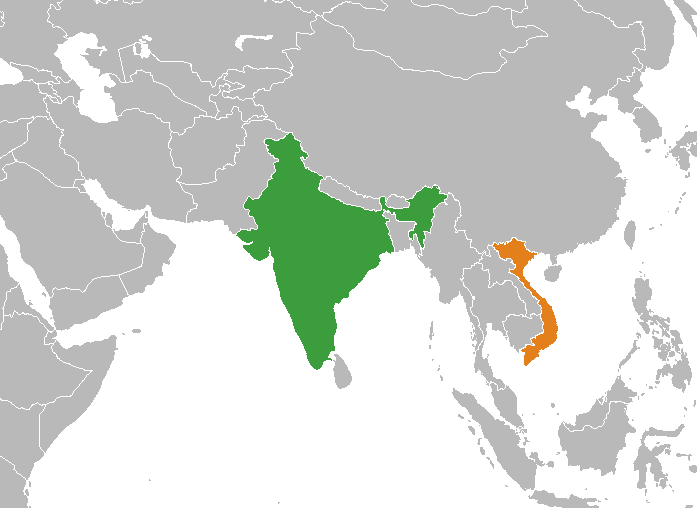
Vị trí của Việt Nam (cam) và Ấn Độ (lục)

Tháng 7 năm 2007, Thủ tướng Chính phủ Nguyễn Tấn Dũng thăm Ấn Độ và lãnh đạo 2 nước đã chính thức nâng quan hệ lên tầm quan hệ "đối tác chiến lược" với việc tăng cường hợp tác về chính trị theo hướng ngày càng gắn bó và tin cậy.
Trong chuyến thăm Việt Nam của Thủ tướng Ấn Độ Narendra Modi ngày 2 - 3/9/2016, hai nước đã thống nhất nâng cấp quan hệ song phương từ Đối tác chiến lược lên "Đối tác chiến lược toàn diện".

### Đại Hàn Dân Quốc

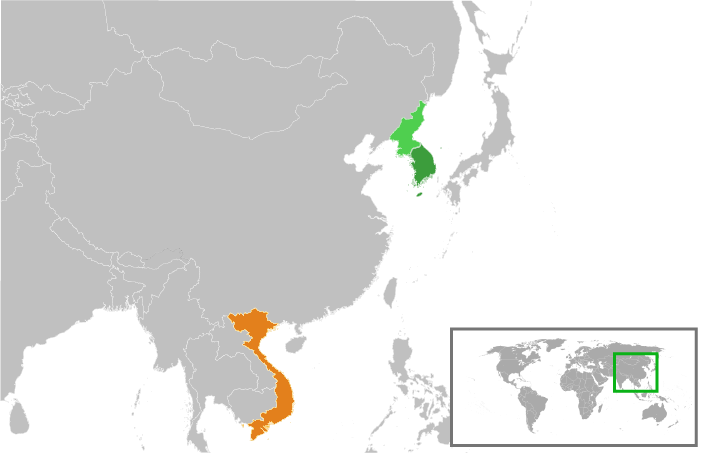
Vị trí của Việt Nam (cam) và Hàn Quốc (lục sậm) và lãnh thổ tuyên bố chủ quyền Bắc Triều Tiên (lục nhạt)

Tháng 10 năm 2009, trong chuyến thăm Việt Nam của Tổng thống Hàn Quốc Lee Myung-bak, Chủ tịch nước Nguyễn Minh Triết và ông đã tuyên bố nâng cấp quan hệ hai nước lên thành "Đối tác hợp tác chiến lược". 
Chiều ngày 5 tháng 12 năm 2022, ngay sau cuộc hội đàm tại Seoul giữa Chủ tịch nước Nguyễn Xuân Phúc và Tổng thống Hàn Quốc Yoon Suk-yeol, hai nước đã thống nhất nâng cấp quan hệ song phương từ Đối tác chiến lược lên "Đối tác chiến lược toàn diện" nhân dịp kỷ niệm 30 năm thiết lập quan hệ ngoại giao song phương (22/12/1992 - 22/12/2022).

### Hợp chúng quốc Hoa Kỳ

Vị trí của Việt Nam (cam) và Hoa Kỳ (lục)

Ngày 25 tháng 7 năm 2013 tại Nhà Trắng đã diễn ra cuộc hội đàm giữa Chủ tịch nước Trương Tấn Sang và Tổng thống Hoa Kỳ Barack Obama. Hai nhà Lãnh đạo đã quyết định xác lập quan hệ Đối tác toàn diện Việt Nam - Hoa Kỳ dựa trên các nguyên tắc tôn trọng Hiến chương Liên Hiệp Quốc, luật pháp quốc tế, tôn trọng thể chế chính trị, độc lập, chủ quyền và toàn vẹn lãnh thổ của nhau.
Ngày 10 tháng 9 năm 2023, trong chuyến thăm chính thức cấp Nhà nước từ ngày 10-11 tháng 9 năm 2023 của Tổng thống Joe Biden tới Việt Nam theo lời mời của Tổng Bí thư Nguyễn Phú Trọng, hai bên đã ra Thông cáo chung, chính thức nâng cấp quan hệ lên mức Đối tác Chiến lược Toàn diện. Đây cũng là lần đầu tiên trong lịch sử Việt Nam nâng cấp quan hệ đối tác với một quốc gia từ mức Đối tác Toàn diện lên thẳng mức cao nhất Đối tác Chiến lược Toàn diện, bỏ qua mức Đối tác Chiến lược, chỉ trong vòng 10 năm (từ 2013 đến 2023).

### Nhật Bản

Vị trí của Việt Nam (cam) và Nhật Bản (lục)

Tháng 10 năm 2006, nhân dịp Thủ tướng Nguyễn Tấn Dũng thăm chính thức Nhật Bản, hai bên thống nhất ra Tuyên bố chung về "Hướng tới quan hệ đối tác chiến lược vì hòa bình và phồn vinh ở châu Á".
Tháng 4 năm 2009, trong chuyến thăm Nhật Bản của Tổng Bí thư Nông Đức Mạnh, hai bên chính thức thiết lập mối quan hệ "Đối tác Chiến lược vì hòa bình và phồn vinh ở châu Á". 
Ngày 18 tháng 03 năm 2014, Chủ tịch nước Trương Tấn Sang và Thủ tướng Nhật Bản Abe Shinzō đã ký tuyên bố chung nâng cấp Quan hệ Đối tác Chiến lược Việt Nam - Nhật Bản lên một tầm cao mới thành "Quan hệ Đối tác Chiến lược Sâu rộng vì Hòa bình và Phồn vinh ở Châu Á" . 
Trong chuyến thăm Nhật Bản từ ngày 22-25/11/2021 của Thủ tướng Phạm Minh Chính với người đồng cấp - Thủ tướng Kishida Fumio, hai bên đã đưa ra Tuyên bố chung tái khẳng định: nhất trí đưa quan hệ "Đối tác Chiến lược Sâu rộng Việt Nam - Nhật Bản" phát triển lên tầm cao mới, ngày càng sâu sắc, thực chất và hiệu quả trên mọi lĩnh vực.
Nhân chuyến thăm chính thức Nhật Bản để tham dự Lễ kỉ niệm 50 năm thiết lập quan hệ ngoại giao hai nước, chiều ngày 27 tháng 11 năm 2023, Chủ tịch nước Võ Văn Thưởng và Thủ tướng Kishida Fumio đã công bố nâng cấp quan hệ hai nước lên "Đối tác Chiến lược Toàn diện vì hòa bình và thịnh vượng tại châu Á và trên thế giới".

### Thịnh vượng chung Úc

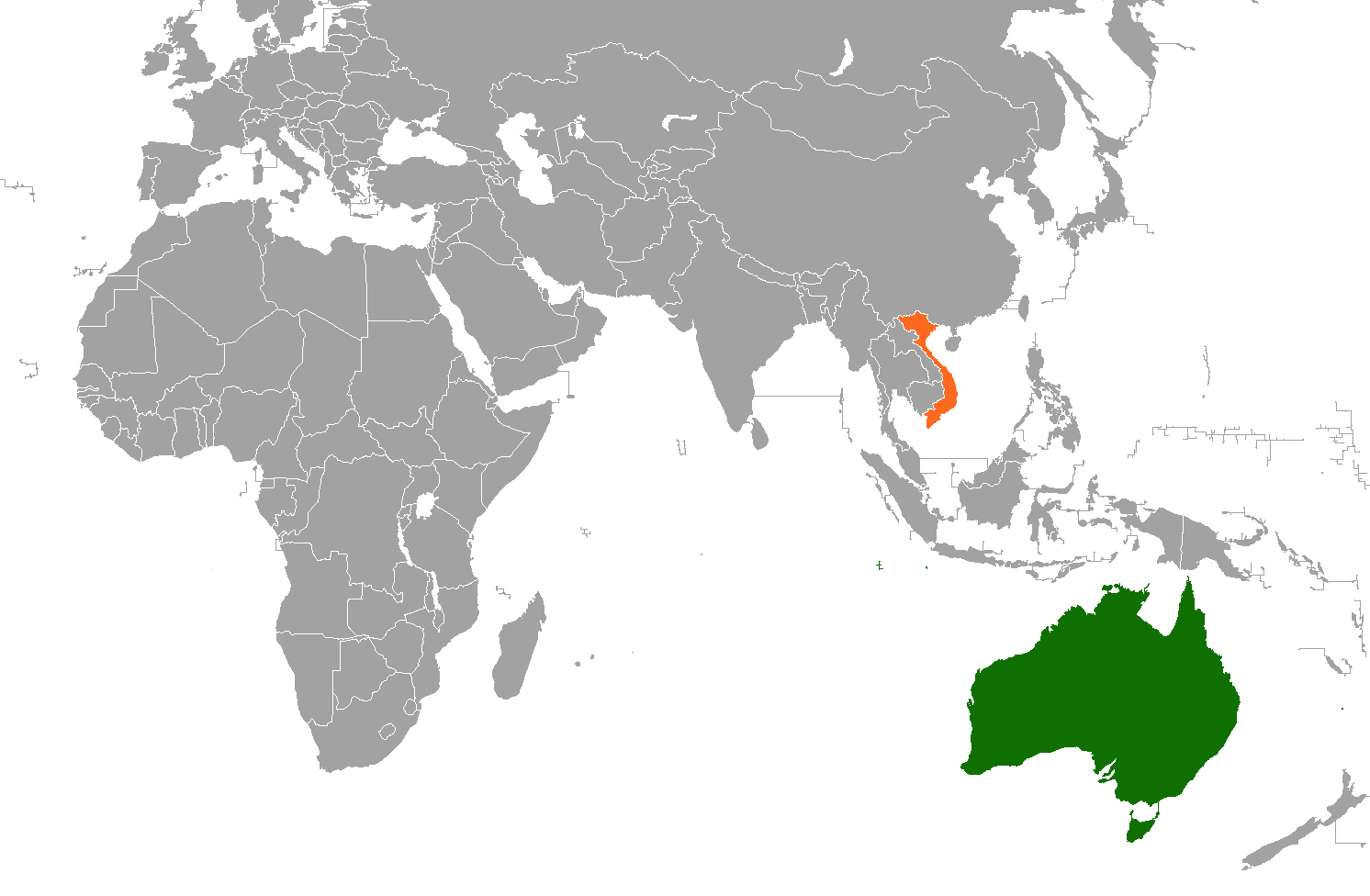
Vị trí của Việt Nam (cam) và Úc (lục)

Trong chuyến thăm Canberra của Tổng Bí thư Nông Đức Mạnh vào tháng 9/2009, Phó thủ tướng Úc Julia Gillard và Phó thủ tướng Việt Nam Phạm Gia Khiêm đã ký kết tuyên bố chung về mối quan hệ Đối tác toàn diện giữa hai nước. Tuyên bố chung đặt ra 6 lĩnh vực hợp tác tương lai lớn bao gồm: quan hệ chính trị và trao đổi chính sách công; tăng trưởng kinh tế và thương mại; hỗ trợ phát triển và hợp tác kỹ thuật; quan hệ quốc phòng và an ninh; kết nối nhân dân hai nước; chương trình nghị sự toàn cầu và khu vực.
Trong chuyến công du tới Úc từ 14 - 18/3/2018, Thủ tướng Nguyễn Xuân Phúc đã được tiếp đón theo nghi thức cao nhất dành cho người đứng đầu Chính phủ tại tòa Nhà Quốc hội Australia. Ngay sau đó, sáng ngày 15/3/2018, Thủ tướng Nguyễn Xuân Phúc và Thủ tướng Australia Malcolm Turnbull đã ký Tuyên bố chung về thiết lập quan hệ Đối tác Chiến lược giữa hai nước, nâng cấp quan hệ Việt - Úc từ Đối tác toàn diện năm 2009 lên cấp Đối tác chiến lược . Hai nước cũng nhất trí tập trung hiện thực hóa ý định nâng cấp quan hệ lên Đối tác Chiến lược Toàn diện.
Ngày 7 tháng 3 năm 2024, nhân chuyến thăm của Thủ tướng Phạm Minh Chính tới Úc theo lời mời của Thủ tướng Anthony Albanese, hai bên đã thống nhất nâng cấp quan hệ lên mức cao nhất Đối tác Chiến lược Toàn diện, trở thành đối tác chiến lược toàn diện thứ 7 của Việt Nam.

### Cộng hòa Pháp

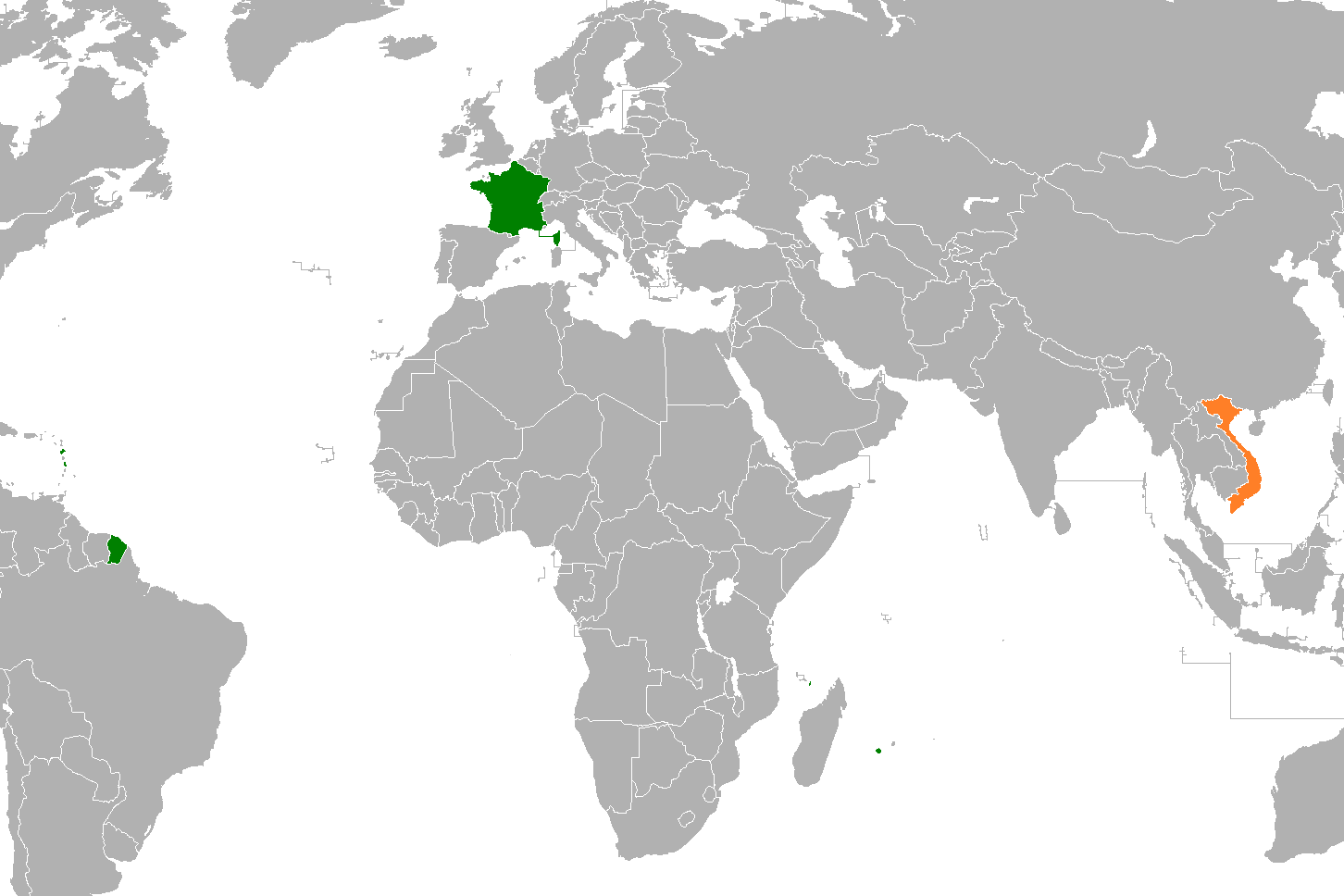
Vị trí của Việt Nam (cam) và Pháp (lục)

Nhân chuyến thăm chính thức Pháp từ ngày 24 đến ngày 26 tháng 9 năm 2013, Thủ tướng Nguyễn Tấn Dũng và Thủ tướng Pháp Jean-Marc Ayrault đã ký "Tuyên bố chung về quan hệ Đối tác chiến lược Việt Nam - Pháp".
Nhân chuyến thăm chính thức Pháp từ ngày 06 đến ngày 07 tháng 10 năm 2024, Tổng bí thư - Chủ tịch nước Tô Lâm và Tổng thống Pháp Emmanuel Macron đã ký "Tuyên bố chung về quan hệ Đối tác chiến lược Toàn diện Việt Nam - Pháp" .

### Liên bang Malaysia

Ví trị của Việt Nam (cam) và Malaysia (lục)

Vào tháng 4 năm 2004, trong khuôn khổ chuyến thăm chính thức của Thủ tướng Việt Nam tới Malaysia, Thủ tướng Phan Văn Khải và Thủ tướng Abdullah Ahmad Badawi đã cùng nhau ký kết một bản "Tuyên bố chung về Khuôn khổ hợp tác toàn diện giữa Việt Nam và Malaysia trong thế kỷ 21".
Tới tháng 8 năm 2015, tại chuyến thăm chính thức của Thủ tướng Nguyễn Tấn Dũng, hai nước lại tiếp tục ra tuyên bố chung thiết lập quan hệ Đối tác chiến lược giữa hai bên.
Ngày 21 tháng 11 năm 2024, nhân chuyến thăm chính thức của Tổng Bí thư Tô Lâm tới Malaysia theo lời mời của Thủ tướng Anwar Ibrahim, hai bên đã thống nhất nâng cấp quan hệ Việt Nam-Malaysia lên Đối tác chiến lược toàn diện.

### New Zealand

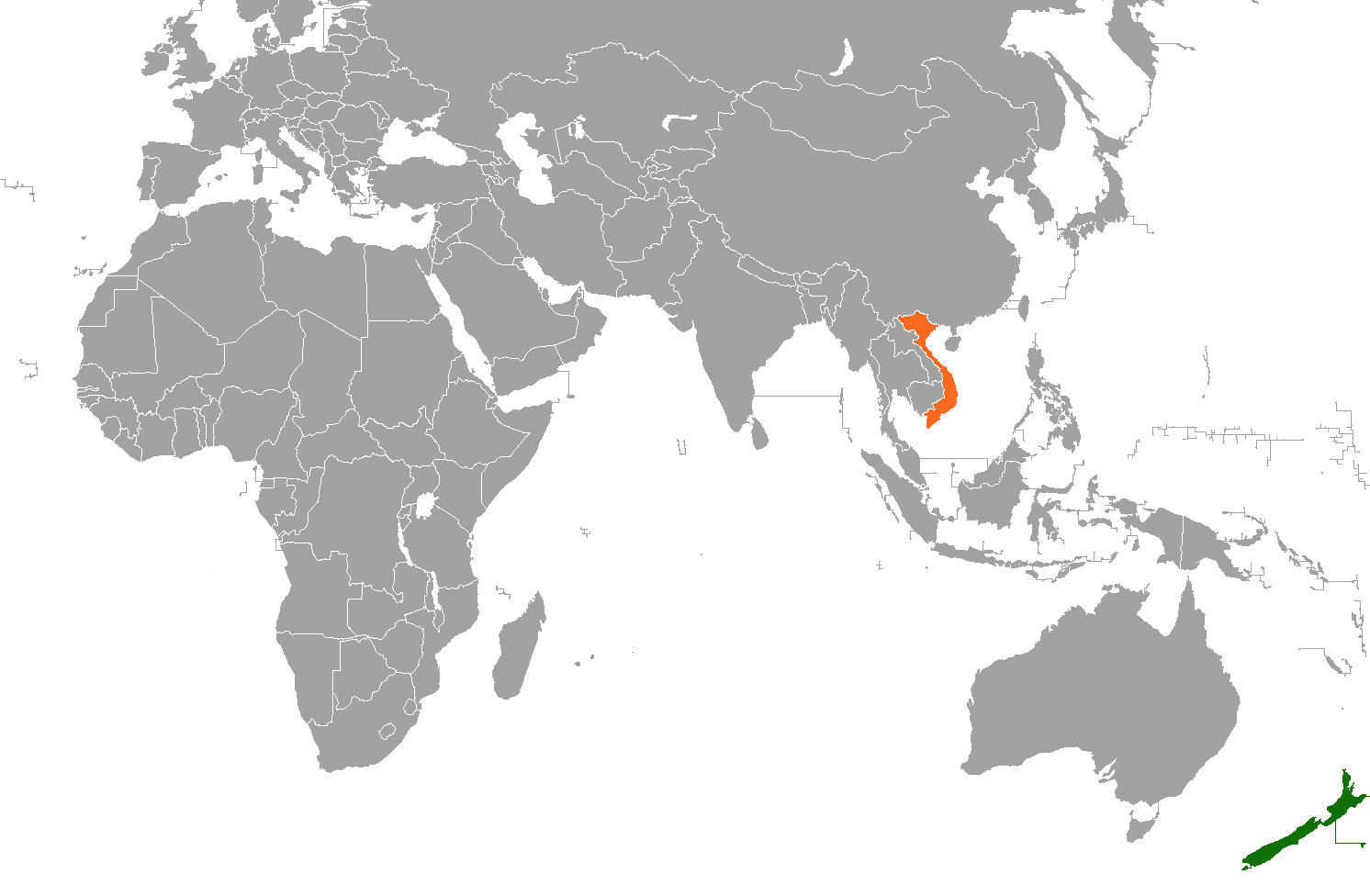
Vị trí của Việt Nam (cam) và New Zealand (lục)

Tháng 9 năm 2009, Tổng Bí thư Nông Đức Mạnh thăm chính thức New Zealand. Lãnh đạo cấp cao 2 nước đã nhất trí thiết lập quan hệ Đối tác Toàn diện.
Tại Hội đàm Cấp cao trực tuyến sáng ngày 22 tháng 7 năm 2020 nhân dịp kỷ niệm 45 năm thiết lập quan hệ ngoại giao Việt Nam - New Zealand (1975-2020) diễn ra giữa chính phủ hai nước, Thủ tướng Nguyễn Xuân Phúc và Thủ tướng Jacinda Ardern đều nhất trí tuyên bố: chính thức nâng cấp quan hệ Việt Nam - New Zealand lên thành Đối tác Chiến lược.
Chiều ngày 26 tháng 2 năm 2025, nhân chuyến thăm của Thủ tướng New Zealand Christopher Luxon tới Việt Nam từ ngày 25-28/2/2025 để tham dự Diễn đàn Tương lai ASEAN. Thủ tướng Phạm Minh Chính và Thủ tướng Christopher Luxon đã có cuộc hội đàm hai bên và đưa ra tuyên bố chung thống nhất nâng cấp quan hệ song phương lên mức Đối tác Chiến lược Toàn diện

### Cộng hòa Indonesia

Vị trí của Việt Nam (cam) và Indonesia (lục)

Tháng 6 năm 2013, Chủ tịch nước Trương Tấn Sang thăm Indonesia theo lời mời của Tổng thống Susilo Bambang Yudhoyono từ ngày 27-28/6/2013. Sau hội đàm 2 bên đã nhất trí nâng cấp trở thành quan hệ Đối tác Chiến lược.
Trong cuộc hội kiến với Tổng thống Indonesia Joko Widodo chiều 4/9, Thủ tướng Phạm Minh Chính đề nghị hai nước tăng cường trao đổi tiếp xúc cấp cao, phát huy hiệu quả cơ chế hợp tác song phương và phối hợp triển khai tốt các hiệp định, thỏa thuận đã ký kết, nhằm tạo động lực đưa quan hệ hai nước hướng tới là Đối tác chiến lược toàn diện trong thời gian tới.
Chiều ngày 10 tháng 3 năm 2025, nhân chuyến thăm cấp nhà nước của Tổng Bí thư Tô Lâm tới Indonesia theo lời mời của Tổng thống Prabowo Subianto, hai bên đã đưa ra tuyên bố chung thống nhất nâng cấp quan hệ đối tác chiến lược từ 2013 lên Đối tác Chiến lược Toàn diện, "đưa quan hệ hai nước bước vào kỷ nguyên hợp tác mới, sâu sắc, toàn diện và thực chất hơn, vì lợi ích của nhân dân".

### Cộng hòa Singapore

Vị trí của Việt Nam (cam) và Singapore (lục)

Tháng 9 năm 2013, Thủ tướng Singapore Lý Hiển Long thăm chính thức Việt Nam từ ngày 11-13/9/2013. Trong cuộc hội đàm ngày 11 tháng 9, Thủ tướng Nguyễn Tấn Dũng và Thủ tướng Lý Hiển Long tuyên bố nâng cấp quan hệ song phương lên đối tác chiến lược và ra Tuyên bố chung về thiết lập quan hệ đối tác chiến lược, đề cập 5 trụ cột hợp tác.
Năm 2023, lãnh đạo của hai nước đã nhất trí xem xét khả năng nghiên cứu nâng cấp quan hệ song phương lên Đối tác chiến lược toàn diện trong thời gian tới.
Trong khuôn khổ chuyến thăm chính thức Singapore, trưa 12/3/2025, ngay sau hội đàm, Tổng Bí thư Tô Lâm và Thủ tướng, Tổng Thư ký Đảng Hành động Nhân dân Singapore (PAP) Lawrence Wong đã chủ trì cuộc gặp báo chí thông tin về kết quả hội đàm và chính thức công bố nâng cấp quan hệ Việt Nam - Singapore lên Đối tác Chiến lược Toàn diện.

### Vương quốc Thái Lan

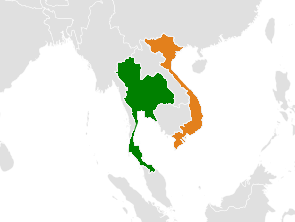
Vị trí của Việt Nam (cam) và Thái Lan (lục)

Tháng 6 năm 2013, Tổng Bí thư Nguyễn Phú Trọng thăm chính thức Thái Lan từ ngày 25 - 27/6/2013. Tổng Bí thư Nguyễn Phú Trọng và Thủ tướng Yingluck Shinawatra đã nhất trí thiết lập quan hệ Đối tác Chiến lược Việt Nam - Thái Lan, Thái Lan - Việt Nam với 5 trụ cột chính: quan hệ chính trị, hợp tác quốc phòng và an ninh, hợp tác kinh tế, hợp tác xã hội văn hóa, hợp tác khu vực và quốc tế.
Ngày 16 tháng 5 năm 2025, nhân chuyến thăm chính thức của Thủ tướng Paetongtarn Shinawatra tới Việt Nam, Thủ tướng Phạm Minh Chính và Thủ tướng Paetongtarn Shinawatra đã đồng chủ trì Kỳ họp lần thứ 4 Nội các chung Việt Nam - Thái Lan và chứng kiến lễ trao các văn kiện hợp tác giữa hai bên. Trong cuộc gặp gỡ báo chí sau sự kiện, hai Thủ tướng công bố Việt Nam và Thái Lan đã nâng cấp quan hệ lên Đối tác Chiến lược Toàn diện.
Quan hệ ngoại giao giữa Việt Nam và Thái Lan được đánh giá là rất tốt đẹp trong thời gian nắm quyền của gia tộc Shinawatra. Năm 2004, cha bà Paetongtarn là ông Thaksin Shinawatra đã cùng thủ tướng Phan Văn Khải thiết lập cơ chế họp Nội các chung, đây cũng là nước duy nhất Việt Nam thiết lập cơ chế này. Đến năm 2013, Thái Lan trở thành nước đầu tiên trong ASEAN thiết lập quan hệ Đối tác chiến lược với Việt Nam dưới thời cô của bà Paetongtarn là bà Yingluck Shinawatra. Thái Lan là đối tác thương mại lớn nhất của Việt Nam trong ASEAN.

## Đối tác chiến lược
Đối tác chiến lược là mối quan hệ mang tính chất toàn cục, then chốt và có giá trị lâu dài với thời gian. Mối quan hệ gắn liền với nhiều lĩnh vực phát triển cùng có lợi với nhau (quan hệ cùng thắng) có thể có cả lĩnh vực an ninh quân sự. Số lượng đối tác chiến lược loại này đang gia tăng nhanh chóng.
Theo giáo sư Va-lê-ri Lót-xkin (Nga), "đối tác chiến lược" phải bao gồm những nội dung sau:
Không tấn công lẫn nhau; không liên minh chống lại các nước khác; không can thiệp vào công việc nội bộ của nhau; phải có lòng tin lẫn nhau.
Đối với Mỹ, đối tác chiến lược phải bao gồm hợp tác chặt chẽ về quân sự, an ninh.
Về hình thức, đối tác chiến lược có thể diễn ra linh hoạt (chính thức hoặc không chính thức, song phương hoặc đa phương, diện và mức độ tham gia rộng hoặc hẹp, nhiều hoặc ít...) và có tính mở vì không hướng tới một kết cục cụ thể.
Đối tác chiến lược trên thế giới:
- Trung Quốc: là nước có nhiều quan hệ đối tác chiến lược nhất thế giới với hơn 60 đối tác, trong đó có cả những nước nhỏ như Lào, Campuchia, Kazakhstan, Afghanistan và ba đối tác là các tổ chức quốc tế gồm EU, ASEAN và Liên minh châu Phi.
- Nga: hơn 40 đối tác chiến lược và tương đương.
- Mỹ: 9 đối tác chiến lược, 3 đối tác toàn diện, 2 quan hệ đặc biệt với Anh và Israel, 2 quan hệ đồng minh ngoài NATO, 8 quan hệ đồng minh khác. Tổng cộng 24 đối tác chiến lược hoặc tương đương trở lên.
- Pháp: 13 đối tác chiến lược.
- Anh, Ấn Độ: mỗi nước có 12 quan hệ đồng minh và đối tác chiến lược;

Tính tới năm 2025, Việt Nam có 23 nước là đối tác chiến lược (kể cả 13 nước đối tác chiến lược toàn diện), gồm: Nga (2001); Ấn Độ (2007); Trung Quốc (2008); Nhật Bản, Hàn Quốc và Tây Ban Nha (2009); Anh (2010); Đức (2011); Italy (1/2013), Thái Lan (6/2013), Indonesia (6/2013), Singapore (9/2013), Pháp (9/2013); Malaysia và Philippines (2015); Úc (2018); New Zealand (2020); Hoa Kỳ (9/2023) và Brasil (11/2024); Séc (1/2025), Kazakhstan (5/2025), Azerbaijan (5/2025) và Belarus (5/2025).
Danh sách dưới đây được liệt kê theo năm nâng cấp mối quan hệ, và không liệt kê lại các nước quan hệ Đối tác chiến lược toàn diện ở phần trên:

### Vương quốc Tây Ban Nha
Trong chuyến thăm Tây Ban Nha của Chủ tịch nước Nguyễn Minh Triết tháng 12 năm 2009, hai bên đã thiết lập quan hệ "Đối tác chiến lược hướng tới tương lai", khẳng định quyết tâm đẩy mạnh quan hệ hợp tác nhiều mặt giữa hai nước trong thời gian tới.

### Vương quốc Liên hiệp Anh và Bắc Ireland
Trong khuôn khổ chuyến thăm chính thức Liên hiệp Vương quốc Anh và Bắc Ailen từ ngày 8 - 12/9/2010, chiều 8/9 (rạng sáng giờ Hà Nội), tại thủ đô Luân Đôn, Phó Thủ tướng, Bộ trưởng Ngoại giao Phạm Gia Khiêm đã hội đàm với Bộ trưởng Ngoại giao Anh William Hague. Ngay sau hội đàm, hai bên đã ký Tuyên bố chung chính thức nâng cấp quan hệ Việt Nam - Anh lên đối tác chiến lược, tạo khuôn khổ phát triển quan hệ song phương một cách toàn diện.

### Cộng hòa Liên bang Đức
Trong chuyến thăm Việt Nam của Thủ tướng Đức Angela Merkel (tháng 10/2011), Thủ tướng hai nước đã ký Tuyên bố chung Hà Nội về việc thiết lập quan hệ Đối tác Chiến lược, trong đó đề ra các mục tiêu và biện pháp cụ thể tăng cường hợp tác trong các lĩnh vực ưu tiên.
Đáng lưu ý, sau vụ việc Trịnh Xuân Thanh, Đức đã đình chỉ quan hệ Đối tác Chiến lược với Việt Nam vào năm 2018. Tuy nhiên, từ năm 2019, hai bên đã có những động thái nối lại quan hệ Đối tác Chiến lược với nhau, và đỉnh điểm là chuyến thăm chính thức cấp Nhà nước của Tổng thống Frank-Walter Steinmeier tới từ ngày 23-24/01/2024. Trong chuyến thăm này, hai bên cũng tiếp tục ký kết Kế hoạch hành động thực hiện Đối tác chiến lược cho hai năm 2023-2024.

### Cộng hòa Ý
Trong chuyến thăm cấp Nhà nước tới Ý từ ngày 20 - 22/1/2013 của Tổng Bí thư Ban Chấp hành Trung ương Đảng Cộng sản Việt Nam Nguyễn Phú Trọng, hai bên đã ký Tuyên bố chung thiết lập quan hệ đối tác chiến lược giữa Việt Nam và Ý.

### Cộng hòa Philippines
Nhân chuyến tham dự Hội nghị thượng đỉnh các nhà lãnh đạo cấp cao APEC lần thứ 23 và nhận lời mời của Tổng thống Philippines Benigno Aquino, Chủ tịch nước Trương Tấn Sang thăm Philippines từ ngày 17 - 19/11/2015. Ngày 17/11/2015 Chủ tịch nước Trương Tấn Sang và Tổng thống Benigno Aquino đã ký Tuyên bố chung về thiết lập quan hệ đối tác chiến lược giữa Việt Nam và Philippines.

### Cộng hoà Liên bang Brasil
Nhân chuyến thăm Nam Mỹ tháng 5 năm 2007, ngày 27/5 Tổng Bí thư Nông Đức Mạnh đã đến Brazil theo lời mời của Tổng thống Brazil Luiz Inacio Lula da Silva. Ngày 29/5, Tổng Bí thư Nông Đức Mạnh đã hội kiến với Tổng thống Lula da Silva, sau đó lãnh đạo hai bên đã nhất trí nâng cấp quan hệ thành Đối tác toàn diện.
Ngày 17 tháng 11 năm 2024, trong khuôn khổ tham dự Hội nghị thượng đỉnh G20 tại thành phố Rio de Janeiro, Thủ tướng Phạm Minh Chính đã có cuộc hội đàm với Tổng thống Brazil, Luiz Inácio Lula da Silva. Hai bên thống nhất nâng cấp quan hệ Việt Nam - Brazil lên Đối tác chiến lược.

### Cộng hòa Séc
Trong chuyến thăm chính thức tới Cộng hòa Séc từ ngày 18-20/1/2025 của Thủ tướng Phạm Minh Chính theo lời mời của người đồng cấp, Thủ tướng Petr Fiala nhân dịp kỷ niệm 75 năm thiết lập quan hệ ngoại giao, hai bên đã ra thống cáo nâng cấp quan hệ song phương lên mức "Đối tác Chiến lược". Điều này cũng đánh dấu Việt Nam là quốc gia Đông Nam Á đầu tiên là Đối tác chiến lược của Séc, đồng thời Séc cũng là nước Trung Đông Âu đầu tiên trong EU có mức quan hệ chiến lược với Việt Nam.

### Cộng hòa Kazakhstan
Chiều ngày 6 tháng 5 năm 2025, tại cuộc hội đàm giữa Tổng Bí thư Tô Lâm và Tổng thống Kassym-Jomart Tokayev nhân chuyến thăm chính thức của Tổng Bí thư Tô Lâm tới Kazakhstan, hai bên đã nhất trí nâng cấp quan hệ song phương lên Đối tác chiến lược. Điều này cũng đánh dấu Kazakhstan là nước đối tác chiến lược đầu tiên của Việt Nam tại khu vực Trung Á.

### Cộng hòa Azerbaijan
Chiều ngày 7 tháng 5 năm 2025, Tổng Bí thư Tô Lâm đã có cuộc hội đàm chính thức với Tổng thống Ilham Aliyev nhân chuyến thăm chính thức của Tổng Bí thư Tô Lâm tới Azerbaijan. Sau hội đàm, Tổng Bí thư Tô Lâm và Tổng thống Ilham Aliyev đã chứng kiến lễ trao các văn kiện hợp tác và thông qua Tuyên bố chung về thiết lập quan hệ Đối tác chiến lược Việt Nam - Azerbaijan, thể hiện thành quả phong phú, toàn diện mà hai bên đạt được trong chuyến thăm lần này. Azerbaijan là 1 trong 2 nước đầu tiên Việt Nam thiết lập quan hệ cấp cao tại khu vực SNG, cùng với quan hệ Đối tác chiến lược với Kazakhstan được thiết lập 1 ngày trước đó.

### Cộng hòa Belarus
Cũng trong chuyến công du 4 nước thuộc khối Liên Xô cũ và tham dự lễ kỷ niệm 80 năm ngày chiến thắng phát xít tại Liên bang Nga, ngày 12 tháng 5 năm 2025, Tổng Bí thư Tô Lâm đến Belarus và đã có cuộc hội đàm chính thức với Tổng thống Alexander Lukashenko. Tại hội đàm, hai bên đã nhất trí nâng cấp quan hệ lên Đối tác chiến lược, đồng thời tiếp tục thực hiện hiệu quả và khai thác tối đa lợi thế từ Hiệp định thương mại tự do giữa Việt Nam và Liên minh Kinh tế Á Âu (EAEU). Belarus là nước thứ hai Việt Nam thiết lập quan hệ Đối tác chiến lược tại Đông Âu, sau Cộng hòa Séc vào tháng 1  cùng năm.

## Đối tác toàn diện
Đối tác toàn diện là quan hệ thông thường giữa các chủ thể đã có một hoặc một vài mặt nào đó đạt đến mức chiến lược, nhưng chưa có sự đồng đều giữa các mặt hợp tác. Do sự tin cậy lẫn nhau chưa đủ hoặc thời điểm chưa chín muồi, nên các chủ thể chọn cách xây dựng một khuôn khổ đối tác toàn diện với hàm ý nhấn mạnh mặt hợp tác, tiếp tục củng cố lòng tin và cùng hướng tới tương lai.
Tính tới năm 2025, Việt Nam đã thiết lập quan hệ Đối tác toàn diện với 15 quốc gia: Nam Phi (2004); Chile và Venezuela (2007); Argentina (2010); Ukraine (2011); Đan Mạch (2013); Myanmar và Canada (2017); Hungary (2018); Brunei và Hà Lan (2019); Mông Cổ (09/2024) và UAE (10/2024); Thụy Sĩ (01/2025) và Ai Cập (08/2025).
Danh sách dưới đây được liệt kê theo năm nâng cấp mối quan hệ:

### Cộng hòa Nam Phi
Từ ngày 22 - 25 tháng 11 năm 2004, Thủ tướng Phan Văn Khải thăm chính thức Nam Phi trong chuyến thăm 3 nước An-giê-ri, Maroc, Nam Phi. Nhân dịp này, hai bên đã ký "Tuyên bố chung về Đối tác vì hợp tác và phát triển", "Hiệp định thành lập Diễn đàn Đối tác Liên Chính phủ hợp tác kinh tế, thương mại, văn hoá, khoa học kỹ thuật", "Thoả thuận thành lập ủy ban thương mại hỗn hợp" và "Thoả thuận hợp tác giữa hai Phòng Thương mại và Công nghiệp".

### Cộng hòa Chile
Trong thời gian từ ngày 25 đến ngày 27/5/2007, nhận lời mời của Tổng thống Michelle Bachelet Jeri, Tổng Bí thư Nông Đức Mạnh đã thăm Chile, hai bên đã ra Tuyên bố chung cấp cao xác định khuôn khổ quan hệ đối tác toàn diện.

### Cộng hòa Bolivar Venezuela
Trong chuyến thăm Venezuela của Tổng Bí thư Nông Đức Mạnh tháng 5 năm 2007. Ngày 30/5, Tổng Bí thư Nông Đức Mạnh đã đến Venezuela. Sau cuộc hội kiến với Tổng thống Hugo Chavez ngày 1/6/2007, hai bên đã nhất trí nâng cấp quan hệ thành đối tác toàn diện.

### Cộng hòa Argentina
Ngày 16 tháng 4 năm 2010, sau Lễ đón chính thức được tổ chức trọng thể tại Cung Tổng thống La Rosada ở Thủ đô Buenos Aires, Thủ tướng Chính phủ Nguyễn Tấn Dũng đã hội đàm với Tổng thống Argentina Cristina Fernandez de Kirchner.Họp báo sau hội đàm 2 bên đã nhất trí nâng cấp lên thành đối tác toàn diện.

### Ukraina
Tháng 3 năm 2011, Tổng thống Ukraina Viktor Yanukovych thăm cấp nhà nước Việt Nam, trong chuyến thăm hai bên nhất trí về triển vọng to lớn phát triển quan hệ hợp tác và đối tác toàn diện Việt Nam – Ukraine.

### Vương quốc Đan Mạch
Ngày 19 tháng 9 năm 2013 tại Copenhagen, Đan Mạch. Chủ tịch nước Trương Tấn Sang đã có cuộc hội đàm với Thủ tướng Đan Mạch Helle Thorning-Schmidt. Hai nhà lãnh đạo đã thống nhất nâng quan hệ hai nước từ Đối tác chiến lược trong một số lĩnh vực thành quan hệ Đối tác toàn diện.

### Cộng hòa Liên bang Myanmar
Ngày 24 tháng 8 năm 2017 tại Naypyidaw, Myanmar, Tổng Bí thư Nguyễn Phú Trọng đã có cuộc gặp thân mật với Tổng thống Myanmar Htin Kyaw. Sau cuộc gặp hai nhà lãnh đạo đã tiến hành hội đàm, trong đó hai bên nhất trí thiết lập khuôn khổ "Quan hệ Đối tác, hợp tác toàn diện" giữa nước Cộng hòa xã hội Chủ nghĩa Việt Nam và nước Cộng hòa Liên bang Myanmar.

### Canada
Trong chuyến thăm chính thức Việt Nam của Thủ tướng Canada Justin Trudeau từ ngày 8 đến ngày 10 tháng 11 năm 2017 nhân dịp dự Tuần lễ Cấp cao APEC 2017 tại Đà Nẵng, vào ngày 8 tháng 11, hai bên đã ra tuyên bố "thiết lập khuôn khổ quan hệ đối tác toàn diện".

### Hungary
Ngày 10 tháng 9 năm 2018, tại Budapest, Hungary, Tổng Bí thư Nguyễn Phú Trọng và Thủ tướng Hungary Orbán Viktor nhất trí nâng khuôn khổ quan hệ hai nước lên "Đối tác toàn diện".

### Nhà nước Brunei Darussalam
Ngày 27 tháng 3 năm 2019, nhân chuyến thăm cấp Nhà nước của Sultan (Quốc vương) Brunei Hassanal Bolkiah, trong cuộc gặp với Tổng Bí thư, Chủ tịch nước Nguyễn Phú Trọng, hai bên đã ra Tuyên bố chung nâng cấp quan hệ ngoại giao giữa hai bên lên mức Đối tác toàn diện.

### Vương quốc Hà Lan
Ngày 9 tháng 4 năm 2019 trong chuyến thăm chính thức của Thủ tướng Hà Lan Mark Rutte theo lời mời của phía Việt Nam. Sau cuộc hội đàm giữa hai lãnh đạo đồng cấp Thủ tướng Nguyễn Xuân Phúc và Thủ tướng Mark Rutte, hai bên đã đưa ra thông báo nhất trí xây dựng quan hệ Đối tác toàn diện với mong muốn đưa hợp tác giữa hai nước phát triển sâu rộng hơn.
Trước đó, Việt Nam và Hà Lan đã xây dựng mối quan hệ Đối tác chiến lược ở 2 lĩnh vực: thích ứng với biến đổi khí hậu & quản lý nước và về nông nghiệp bền vững & an ninh lương thực.

### Mông Cổ
Ngày 30 tháng 9 năm 2024, nhân chuyến thăm cấp Nhà nước của Tổng Bí thư, Chủ tịch nước Tô Lâm theo lời mời của Tổng thống Mông Cổ Ukhnaagiin Khurelsukh từ ngày 30/9 - 1/10, hai bên đã ra Tuyên bố chung về việc thiết lập quan hệ Đối tác Toàn diện nhằm định hướng cho sự hợp tác tin cậy sâu sắc giữa hai nước trên tất cả các lĩnh vực ngày càng đi vào chiều sâu, thực chất, hiệu quả và toàn diện.

### Các Tiểu vương quốc Ả Rập Thống nhất
Ngày 28 tháng 10 năm 2024, nhân chuyến thăm của Thủ tướng Phạm Minh Chính tới UAE theo lời mời của Tổng thống Mohamed bin Zayed Al Nahyan, hai bên nhất trí 6 trọng tâm ưu tiên hợp tác giữa hai nước, đồng thời thống nhất nâng cấp quan hệ lên Đối tác Toàn diện. Qua đó cũng đánh dấu UAE trở thành Đối tác Toàn diện đầu tiên của Việt Nam tại khu vực Trung Đông.

### Liên bang Thụy Sĩ
Vào ngày 21 tháng 01 năm 2025, nhân chuyến thăm tới Davos tham dự Hội nghị thường niên Diễn đàn Kinh tế Thế giới, Thủ tướng Phạm Minh Chính đã có cuộc hội đàm với Tổng thống Karin Keller-Sutter. Hai bên đã nhất trí ra tuyên bố chung về việc nâng cấp quan hệ lên khuôn khổ Đối tác Toàn diện; đồng thời cam kết thúc đẩy sớm hoàn tất Hiệp đinh Thương mại tự do giữa Việt Nam và khối EFTA.

### Cộng hòa Ả Rập Ai Cập
Chiều ngày 5 tháng 8 năm 2025, trong chuyến thăm cấp nhà nước của Chủ tịch nước Lương Cường tới Ai Cập theo lời mời của Tổng thống Abdel Fattah el-Sisi từ ngày 3-6/8 nhân dịp kỷ niệm 60 năm quan hệ hợp tác, hai bên đã nhất trí nâng cấp quan hệ song phương lên Đối tác Toàn diện để có thể khai thác tốt hơn nữa tiềm năng của mỗi bên, đặc biệt trong các lĩnh vực nông nghiệp, công nghiệp, thương mại, đầu tư. Ai Cập cũng là nước đầu tiên trong khu vực Bắc Phi có quan hệ đối tác cấp cao với Việt Nam.

## Đối tác chiến lược lĩnh vực
Đối tác chiến lược lĩnh vực là sự hợp tác trong một lĩnh vực nào đó mà cả hai nước đều có sự tin cậy lẫn nhau. Nhưng sự hợp tác ấy chỉ trong lĩnh vực ấy không sang các ngành và chuyên môn khác.

### Vương quốc Hà Lan
Bên lề Hội nghị thượng đỉnh Á - Âu lần thứ 8 tại Brussels, Bỉ, Thủ tướng Việt Nam Nguyễn Tấn Dũng và Thủ tướng Hà Lan Balkenende ngày 4 tháng 10 năm 2010 đã ký Thỏa thuận Đối tác Chiến lược trong Quản lý Nước và Ứng phó với Biến đổi khí hậu, đưa quan hệ hợp tác song phương trong lĩnh vực này lên tầm cao nhất.
Trong chuyến thăm Việt Nam của Thủ tướng Mark Rutte ngày 16 tháng 6 năm 2014, Việt Nam và Hà Lan chính thức thiết lập thêm cơ chế Đối tác chiến lược về Nông nghiệp và An ninh lương thực.
Vào tháng 4 năm 2019, trong chuyến thăm của Thủ tướng Mark Rutte đến Việt Nam, hai bên đã nhất trí nâng quan hệ hai nước lên thành Đối tác toàn diện.

### Vương quốc Đan Mạch
Trong chuyến thăm Việt Nam của Thái tử Frederik, từ ngày 27/11 - 1/12/2011, tại buổi hội kiến với Thủ tướng Nguyễn Tấn Dũng, hai nước đã ký Tuyên bố chung Việt Nam – Đan Mạch về thiết lập quan hệ Đối tác chiến lược trong lĩnh vực biến đối khí hậu, môi trường, năng lượng và tăng trưởng xanh.
Tại chuyến thăm của Chủ tịch nước Trương Tấn Sang tháng 9 năm 2013, đã có cuộc hội đàm với Thủ tướng Đan Mạch Helle Thorning-Schmidt. Hai nhà lãnh đạo đã thống nhất nâng quan hệ hai nước từ Đối tác chiến lược trong một số lĩnh vực thành quan hệ Đối tác toàn diện.

### Vương quốc Thụy Điển
Sáng ngày 13 tháng 6 năm 2025, trong khuôn khổ chuyến thăm chính thức Thụy Điển (12/6/2025 - 14/6/2025), Thủ tướng Phạm Minh Chính đã có cuộc hội đàm với Thủ tướng Thụy Điển Ulf Kristersson. Nhân dịp này, hai thủ tướng thống nhất nâng cấp quan hệ lên Đối tác chiến lược ngành trong lĩnh vực khoa học - công nghệ và đổi mới sáng tạo và nhất trí đẩy mạnh hợp tác trong các lĩnh vực đổi mới sáng tạo, công nghệ cao, năng lượng hạt nhân, bán dẫn, chuyển đổi xanh, chuyển đổi số…, tăng cường liên kết đào tạo.

## Quan hệ đặc biệt
Quan hệ đặc biệt là mối quan hệ đồng minh chiến lược theo ý thức hệ, đồng thời là đối tác chiến lược toàn diện trên tất cả lĩnh vực.

## Dòng thời gian
| Quốc gia | Đối tác chiến lược lĩnh vực | Đối tác toàn diện | Đối tác chiến lược | Đối tác chiến lược toàn diện | Tổ chức thương mại chính |
| --- | --------------------------- | ----------------- | ------------------ | ---------------------------- | ------------------------ |
| Ai Cập |                             | tháng 8 năm 2025  |                    |                              | BRICS                    |
| Anh Quốc |                             |                   | tháng 9 năm 2010   |                              | CPTPP, G7, G20           |
| Argentina |                             | tháng 4 năm 2010  |                    |                              | G20                      |
| Azerbaijan |                             |                   | tháng 5 năm 2025   |                              |                          |
| Ấn Độ |                             |                   | tháng 7 năm 2007   | tháng 9 năm 2016             | BRICS, G20               |
| Belarus |                             |                   | tháng 5 năm 2025   |                              |                          |
| Brasil |                             | tháng 5 năm 2007  | tháng 11 năm 2024  |                              | BRICS, G20               |
| Brunei |                             | tháng 3 năm 2019  |                    |                              | ASEAN, CPTPP             |
| Canada |                             | tháng 11 năm 2017 |                    |                              | CPTPP, G7, G20           |
| Chile |                             | tháng 5 năm 2007  |                    |                              | CPTPP                    |
| Đan Mạch | tháng 11 năm 2011           | tháng 9 năm 2013  |                    |                              |                          |
| Đức |                             |                   | tháng 10 năm 2011  |                              | G7                       |
| Hà Lan | tháng 10 năm 2010           | tháng 4 năm 2019  |                    |                              |                          |
| Hàn Quốc |                             |                   | tháng 10 năm 2009  | tháng 12 năm 2022            | G20                      |
| Hoa Kỳ |                             | tháng 7 năm 2013  |                    | tháng 9 năm 2023             | G7                       |
| Hungary |                             | tháng 9 năm 2018  |                    |                              |                          |
| Indonesia |                             |                   | tháng 6 năm 2013   | tháng 3 năm 2025             | ASEAN, CPTPP, BRICS, G20 |
| Kazakhstan |                             |                   | tháng 5 năm 2025   |                              |                          |
| Malaysia |                             |                   | tháng 8 năm 2015   | tháng 11 năm 2024            | ASEAN, CPTPP             |
| Mông Cổ |                             | tháng 9 năm 2024  |                    |                              |                          |
| Myanmar |                             | tháng 8 năm 2017  |                    |                              | ASEAN                    |
| Nam Phi |                             | tháng 11 năm 2004 |                    |                              | BRICS, G20               |
| New Zealand |                             |                   | tháng 7 năm 2020   | tháng 2 năm 2025             | CPTPP                    |
| Nga |                             |                   | tháng 3 năm 2001   | tháng 7 năm 2012             | BRICS, G20               |
| Nhật Bản |                             |                   | tháng 4 năm 2009   | tháng 11 năm 2023            | G7, G20                  |
| Pháp |                             |                   | tháng 9 năm 2013   | tháng 10 năm 2024            | G7, G20                  |
| Philippines |                             |                   | tháng 11 năm 2015  |                              | ASEAN                    |
| Séc |                             |                   | tháng 1 năm 2025   |                              |                          |
| Singapore |                             |                   | tháng 9 năm 2013   | tháng 3 năm 2025             | ASEAN, CPTPP             |
| Tây Ban Nha |                             |                   | tháng 12 năm 2009  |                              |                          |
| Thái Lan |                             |                   | tháng 6 năm 2013   | tháng 5 năm 2025             | ASEAN                    |
| Thụy Sĩ |                             | tháng 1 năm 2025  |                    |                              |                          |
| Trung Quốc |                             |                   |                    | tháng 5 năm 2008             | BRICS, G20               |
| UAE |                             | tháng 10 năm 2024 |                    |                              | BRICS                    |
| Úc |                             | tháng 9 năm 2009  | tháng 3 năm 2018   | tháng 3 năm 2024             | CPTPP, G20               |
| Ukraina |                             | tháng 3 năm 2011  |                    |                              |                          |
| Venezuela |                             | tháng 6 năm 2007  |                    |                              |                          |
| Ý |                             |                   | tháng 1 năm 2013   |                              | G7, G20                  |
| Chú thích: Những năm được định dạng dưới dạng số "nghiêng" là những năm dự kiến nâng tầm quan hệ với quốc gia đã nêu. |                             |                   |                    |                              |                          |